# Перелік об'єктів культурної спадщини Дніпровського району міста Києва
Перелік об'єктів культурної спадщини Києва
Правий берег
- Голосіївський район

- Байкове кладовище

- Оболонський район
- Печерський район
- Подільський район
- Святошинський район
- Солом'янський район
- Шевченківський район

- Лук'янівське кладовище

Лівий берег
- Дарницький район
- Деснянський район
- Дніпровський район

В статті наведений перелік об'єктів культурної спадщини Дніпровського району міста Києва станом на 1 січня 2012 року.
Джерело інформації: перелік об'єктів культурної спадщини міста Києва, оприлюднений Головним управлянням охорони культурної спадщини КМДА 15 лютого 2012 року на офіційному сайті. Як повідомило Управління, перелік складений на підставі наявної інформації; передбачається регулярне оновлення інформації згідно з новими документами, виданими державними та місцевими органами влади.
На сайті Управління зазначено:

| В кожному окремому випадку для визначення статусу об'єкту необхідно звернутись до Головного управління охорони культурної спадщини виконавчого органу Київської міської ради (Київської міської державної адміністрації) з відповідним запитом у зв'язку зі змінами назв вулиць, нумерації будинків, літерних позначень та моніторингу стану об'єктів культурної спадщини на поточний період[2]. |
Статус об'єктів культурної спадщини затверджується:
- Пам'ятки національного значення — Постановами Ради міністрів УРСР, Кабінету Міністрів України.
- Пам'ятки місцевого значення — Рішеннями Київського міськвиконкому, Розпорядженнями КМДА, Наказами Міністерства культури України.
- Щойно виявлені об'єкти культурної спадщини — Наказами Комітету, або Управління (Головного управління) охорони пам'яток (культурної спадщини).

Відповідно кольором в списку позначені:
|  | Пам'ятки національного значення |
|  | Пам'ятки місцевого значення     |

## Об'єкти культурної спадщини Дніпровського району
| п/п | Назва | Дати                               | Адреса | Охоронний номер | Документ про взяття на облік |
| --- | --- | ---------------------------------- | --- | --------------- | --- |
| 1   | Меморіальний комплекс в пам'ять жертв політичних репресій 1930-х років (Державний історико-меморіальний заповідник «Биківнянські могили») | 1937—1941 (дата події); 1995       | с. Биківня | № 260004/0      | Постанова Кабінету Міністрів України від 03.09.2009 № 928, пам'ятка історії                                                       |
| 2   | Братська могила з хрестом | 1995                               | с. Биківня | № 260004/1      | Постанова Кабінету Міністрів України від 03.09.2009 № 928, пам'ятка історії                                                       |
| 3   | Стела з пам'ятним написом | 1995                               | с. Биківня | № 260004/2      | Постанова Кабінету Міністрів України від 03.09.2009 № 928, пам'ятка історії                                                       |
| 4   | Пам'ятник репресованому | 1995                               | с. Биківня | № 260004/3      | Постанова Кабінету Міністрів України від 03.09.2009 № 928, пам'ятка історії                                                       |
| 5   | Кам'яні брили з хрестами | 1995                               | с. Биківня | № 260004/4      | Постанова Кабінету Міністрів України від 03.09.2009 № 928, пам'ятка історії                                                       |
| 6   | Пам'ятний знак на честь Карбишева Д. М., Героя Радянського Союзу, що загинув у концтаборі в роки німецько-радянської війни                | 1979                               | Вільде Едуарда вул., 5                                                                                                   |                 | Рішення виконавчого комітету Київської міськради народних депутатів від 30.07.1984 № 693, пам'ятка монументального мистецтва      |
| 7   | Міст Пішохідний через Венеціанську протоку                                                                                                | 1966                               | Гідропарк |                 | Наказ Управління охорони пам'яток історії, культури та історичного середовища від 04.11.1998 № 53, пам'ятка містобудування        |
| 8   | Будинок, в якому у 1968—1976 рр. мешкав Крючонкін В. Д., радянський військовий діяч, генерал-лейтенант, Герой Радянського Союзу           | кін. 1960-х рр.                    | Шамо Ігоря бульв., 14 |                 | Наказ Головного управління охорони пам'яток від 25.06.2011 № 10/38-11, пам'ятка історії                                           |
| 9   | Пам'ятний знак робітникам локомотивного депо ст. Дарниця Південно-західної залізниці, які загинули в роки Великої Вітчизняної війни       |                                    | Дарниця локомотивне депо                                                                                                 |                 | Рішення виконавчого комітету Київської міськради народних депутатів від 17.11.1987 № 1112, пам'ятка монументального мистецтва     |
| 10  | Житловий будинок | 1951                               | Краківська вул., 32-а |                 | Наказ Головного управління охорони культурної спадщини від 04.05.2006 № 23, пам'ятка житлової архітектури                         |
| 11  | Житловий будинок | 1950-ті рр.                        | Краківська вул., 28 |                 | Наказ Головного управління охорони культурної спадщини від 04.05.2006 № 23 пам'ятка житлової архітектури                          |
| 12  | Житловий будинок | 1951                               | Краківська вул., 27 |                 | Наказ Головного управління охорони культурної спадщини від 04.05.2006 № 23, пам'ятка житлової архітектури                         |
| 13  | Житловий будинок | 1951                               | Краківська вул., 26/8 |                 | Наказ Головного управління охорони культурної спадщини від 04.05.2006 № 23, пам'ятка житлової архітектури                         |
| 14  | Житловий будинок | 1951                               | Краківська вул., 25-б |                 | Наказ Головного управління охорони культурної спадщини від 04.05.2006 № 23, пам'ятка житлової архітектури                         |
| 15  | Житловий будинок | 1950-ті рр.                        | Краківська вул., 19/10                                                                                                   |                 | Наказ Головного управління охорони культурної спадщини від 04.05.2006 № 23, пам'ятка житлової архітектури                         |
| 16  | Дитячий садок | 1951                               | Краківська вул., 17/17                                                                                                   |                 | Наказ Головного управління охорони культурної спадщини від 04.05.2006 № 23, пам'ятка цивільної архітектури                        |
| 17  | Дитячий садок | 1955                               | Краківська вул., 15/16                                                                                                   | № 0/0           | Наказ Головного управління охорони культурної спадщини від 04.05.2006 № 23, пам'ятка цивільної архітектури                        |
| 18  | Гуртожиток | 1951                               | Поправки Юрія вул., 19                                                                                                   |                 | Наказ Головного управління охорони культурної спадщини від 04.05.2006 № 23, пам'ятка житлової архітектури                         |
| 19  | Житловий будинок | 1950-ті рр.                        | Поправки Юрія вул., 15                                                                                                   |                 | Наказ Головного управління охорони культурної спадщини від 04.05.2006 № 23, пам'ятка житлової архітектури                         |
| 20  | Житловий будинок | 1951                               | Поправки Юрія вул., 13                                                                                                   |                 | Наказ Головного управління охорони культурної спадщини від 04.05.2006 № 23, пам'ятка житлової архітектури                         |
| 21  | Житловий будинок | 1950-ті рр.                        | Поправки Юрія вул., 11                                                                                                   |                 | Наказ Головного управління охорони культурної спадщини від 04.05.2006 № 23, пам'ятка житлової архітектури                         |
| 22  | Житловий будинок | 1951                               | Поправки Юрія вул., 6 |                 | Наказ Головного управління охорони культурної спадщини від 04.05.2006 № 23, пам'ятка житлової архітектури                         |
| 23  | Житловий будинок | 1950-ті рр.                        | Поправки Юрія вул., 4 |                 | Наказ Головного управління охорони культурної спадщини від 04.05.2006 № 23, пам'ятка житлової архітектури                         |
| 24  | Пам'ятний знак жертвам Чорнобильської трагедії                                                                                            | 1994                               | Миру просп. |                 | Наказ Головного управління охорони культурної спадщини від 25.06.2011 № 10/38-11, пам'ятка монументального мистецтва              |
| 25  | Гуртожиток | 1951                               | Мініна вул., 18 |                 | Наказ Головного управління охорони культурної спадщини від 04.05.2006 № 23, пам'ятка житлової архітектури                         |
| 26  | Житловий будинок | поч. 1950-х рр.                    | Мініна вул., 14-а |                 | Наказ Головного управління охорони культурної спадщини від 04.05.2006 № 23, пам'ятка житлової архітектури                         |
| 27  | Житловий будинок | поч. 1950-х рр.                    | Мініна вул., 12 |                 | Наказ Головного управління охорони культурної спадщини від 04.05.2006 № 23, пам'ятка житлової архітектури                         |
| 28  | Курган «Безсмертя» на честь героїв Великої Вітчизняної війни                                                                              | 1967                               | Воскресенський проспект                                                                                                  |                 | Рішення виконавчого комітету Київської міськради народних депутатів від 27.01.1970 № 159, пам'ятка історії                        |
| 29  | Гуртожиток | 1951                               | Попудренка вул., 44 |                 | Наказ Головного управління охорони культурної спадщини від 04.05.2006 № 23, пам'ятка житлової архітектури                         |
| 30  | Житловий будинок | 1951                               | Попудренка вул., 44-а |                 | Наказ Головного управління охорони культурної спадщини від 04.05.2006 № 23, житлова архітектура                                   |
| 31  | Гуртожиток | 1951                               | Попудренка вул., 42 |                 | Наказ Головного управління охорони культурної спадщини від 04.05.2006 № 23, пам'ятка житлової архітектури                         |
| 32  | Гуртожиток | 1951                               | Попудренка вул., 40 |                 | Наказ Головного управління охорони культурної спадщини від 04.05.2006 № 23, пам'ятка житлової архітектури                         |
| 33  | Житловий будинок | 1951                               | Попудренка вул., 38/16                                                                                                   |                 | Наказ Головного управління охорони культурної спадщини від 04.05.2006 № 23, пам'ятка житлової архітектури                         |
| 34  | Пам'ятник Гоголю М. В., російському письменнику                                                                                           | 1982                               | Русанівська набережна |                 | Рішення виконавчого комітету Київської міськради народних депутатів від 30.07.1984 № 693, пам'ятка монументального мистецтва      |
| 35  | Будинок, в якому мешкав у 1971—1987 рр. Миколайчук І. В., кіноактор, сценарист, кінорежисер                                               | 1969—1970                          | Миколайчука Івана вул., 5                                                                                                |                 | Наказ Головного управління охорони культурної спадщини від 25.06.20111 № 10/38-11, пам'ятка історії                               |
| 36  | Парковий регулярний комплекс Дніпровського парку                                                                                          | ІІ пол. XVIII ст., 1852, 1945—1948 | Труханів острів |                 | Наказ Управління охорони пам'яток історії, культури та історичного середовища від 04.02.2002 № 11, пам'ятка історії               |
| 37  | Пам'ятний знак на місці робітничого селища, яке було знищено фашистами в роки Великої Вітчизняної війни                                   | 1989, 1943 (подія)                 | Труханів острів |                 | Наказ Головного управління охорони культурної спадщини від 25.09.2006 № 53, пам'ятка монументального мистецтва, історії           |
| 38  | Будинок житловий | поч. ХХ ст.                        | Труханів острів |                 | Наказ Управління охорони пам'яток історії, культури та історичного середовища від 04.02.2002 № 11, пам'ятка житлової архітектури  |
| 39  | Парковий пішохідний міст | 1956—1957                          | Труханів острів |                 | Наказ Управління охорони пам'яток історії, культури та історичного середовища від 04.02.2002 № 11, пам'ятка цивільної архітектура |
| 40  | Будинок, в якому у 1975—1979 рр. мешкав Биков Л. Ф., актор і режисер                                                                      | 1975                               | Туманяна Ованеса вул., 8                                                                                                 |                 | Рішення виконавчого комітету Київської міськради народних депутатів від 30.07.1984 № 693, пам'ятка історії                        |
| 41  | Житловий будинок | 1951                               | Гната Хоткевича вул., 8/29                                                                                               |                 | Наказ Головного управління охорони культурної спадщини від 04.05.2006 № 23, пам'ятка житлової архітектури                         |
| 42  | Житловий будинок | 1951                               | Гната Хоткевича вул., 6                                                                                                  |                 | Наказ Головного управління охорони культурної спадщини від 04.05.2006 № 23, пам'ятка житлової архітектури                         |
| 43  | Житловий будинок | 1951                               | Гната Хоткевича вул., 6-а                                                                                                |                 | Наказ Головного управління охорони культурної спадщини від 04.05.2006 № 23, пам'ятка житлової архітектури                         |
| 44  | Житловий будинок | 1951                               | Гната Хоткевича вул., 4                                                                                                  |                 | Наказ Головного управління охорони культурної спадщини від 04.05.2006 № 23, пам'ятка житлової архітектури                         |
| 45  | Житловий будинок | 1951                               | Гната Хоткевича вул., 4-а                                                                                                |                 | Наказ Головного управління охорони культурної спадщини від 04.05.2006 № 23, пам'ятка житлової архітектури                         |
| 46  | Житловий будинок | 1951                               | Гната Хоткевича вул., 2/46                                                                                               |                 | Наказ Головного управління охорони культурної спадщини від 04.05.2006 № 23, пам'ятка житлової архітектури                         |
| 47  | Будинок житловий | 1951                               | Червоноткацька вул., 41                                                                                                  |                 | Наказ Головного управління охорони культурної спадщини від 04.05.2006 № 23, пам'ятка житлової архітектури                         |
| 48  | Будинок житловий | поч. 1950-х рр.                    | Червоноткацька вул., 41-а                                                                                                |                 | Наказ Головного управління охорони культурної спадщини від 04.05.2006 № 23, пам'ятка житлової архітектури                         |
| 49  | Будинок житловий | 1951                               | Червоноткацька вул., 39/2                                                                                                |                 | Наказ Головного управління охорони культурної спадщини від 04.05.2006 № 23, пам'ятка житлової архітектури                         |
| 50  | Будинок житловий | 1955                               | Червоноткацька вул., 37/9                                                                                                |                 | Наказ Головного управління охорони культурної спадщини від 04.05.2006 № 23, пам'ятка житлової архітектури                         |
| 51  | Будинок житловий | 1955                               | Червоноткацька вул., 33/10                                                                                               |                 | Наказ Головного управління охорони культурної спадщини від 04.05.2006 № 23, пам'ятка житлової архітектури                         |
| 52  | Історичний ландшафт Київських гір і долини р. Дніпра                                                                                      | ІІІ-ІІ тис. до н. е. — ХІ-XIX ст.  | Залізничне шосе, вулиці Грушевського, Фрунзе, Олени Теліги, Шевченківський, Дніпровський, Подільський, Печерський райони | № 560-Кв        | Наказ Міністерства культури і туризму України від 03.02.2010 № 58/0\16-10, пам'ятка історії та ландшафту                          |